# Everybody Wants to Rule the World
"Everybody Wants To Rule The World" é uma canção da banda inglesa de pop rock Tears for Fears. Foi escrito por Roland Orzabal, Ian Stanley e Chris Hughes e produzido por Hughes. A canção foi lançada pela primeira vez em 18 de março de 1985 pela Phonogram, Mercury e Vertigo Records como o terceiro single do segundo álbum da banda, Songs from the Big Chair (1985). Everybody Wants to Rule the World apresenta ritmos new wave e synth-pop, com letras que detalham o desejo humano por controle e poder, e focam em temas como corrupção.
É possível notar uma grande similaridade da batida desta canção com a de "The Way You Make Me Feel", de Michael Jackson, lançada no álbum Bad de 1987.[carece de fontes?]

Em 2013, a cantora neozelandesa Lorde regravou a canção  para a trilha sonora do filme The Hunger Games: Catching Fire.